# Діксон (Іллінойс)
Діксон (англ. Dixon) — місто (англ. city) в США, в окрузі Лі штату Іллінойс. Населення — 15 274 особи (2020).

## Географія
Діксон розташований за координатами 41°50′35″ пн. ш. 89°28′44″ зх. д. / 41.84306° пн. ш. 89.47889° зх. д. (41.842974, -89.478840).  За даними Бюро перепису населення США в 2010 році місто мало площу 20,37 км², з яких 19,25 км² — суходіл та 1,12 км² — водойми.

## Демографія
Згідно з переписом 2010 року, у місті мешкали 15 733 особи в 5826 домогосподарствах у складі 3387 родин. Густота населення становила 773 особи/км².  Було 6310 помешкань (310/км²).
Расовий склад населення:
| - 83,9 % — білих - 10,2 % — чорних або афроамериканців - 1,0 % — азіатів - 0,2 % — корінних американців - 2,9 % — осіб інших рас |

До двох чи більше рас належало 1,8 %. Частка іспаномовних становила 6,7 % від усіх жителів.
За віковим діапазоном населення розподілялося таким чином: 19,8 % — особи молодші 18 років, 65,9 % — особи у віці 18—64 років, 14,3 % — особи у віці 65 років та старші. Медіана віку мешканця становила 39,6 року. На 100 осіб жіночої статі у місті припадало 122,8 чоловіків;  на 100 жінок у віці від 18 років та старших — 129,2 чоловіків також старших 18 років.
Середній дохід на одне домашнє господарство  становив 58 217 доларів США (медіана — 47 924), а середній дохід на одну сім'ю — 67 082 долари (медіана — 61 356). Медіана доходів становила 44 801 долар для чоловіків та 31 911 долар для жінок. За межею бідності перебувало 13,7 % осіб, у тому числі 15,2 % дітей у віці до 18 років та 4,2 % осіб у віці 65 років та старших.
Цивільне працевлаштоване населення становило 6188 осіб. Основні галузі зайнятості: освіта, охорона здоров'я та соціальна допомога — 26,0 %, виробництво — 18,0 %, роздрібна торгівля — 12,0 %, мистецтво, розваги та відпочинок — 10,4 %.